# Distretto di Police
Il distretto di Police (in polacco powiat policki) è un distretto polacco appartenente al voivodato della Pomerania Occidentale.

## Geografia antropica

### Suddivisioni amministrative
Il distretto comprende 4 comuni.
- Comuni urbano-rurali: Nowe Warpno, Police
- Comuni rurali: Dobra, Kołbaskowo